# Torun Eriksen
Torun Eriksen (Lunde, Telemark, Noorwegen, 8 januari 1977) is een Noorse jazzzangeres. Vanaf haar zesde zong ze in verschillende gospelkoren en werd daarin gaandeweg een solist. Ze kwam in aanraking met jazz tijdens haar muziekstudie in Skien en begon liedjes te schrijven. In 1997 verhuisde ze naar Oslo, waar ze ging studeren aan het 'Norwegian Institute for Stage and Studio' (NISS). Ze werd zangeres in verschillende coverbands en richtte met bassist Kjetil Dalland een jazzgroep op die uiteindelijk de kans kjreeg een plaat uit te brengen op het label Jazzland Recordings. Na deze plaat 'Glittercard' (2004) volgden nog twee platen, allen met eigen (Engelstalig) materiaal. In 2010 kwam ze met een kerstplaat met Noorse liedjes en in 2013 nam ze een album op met louter covers In 2016 volgde een album waarop ze ook met electronica ging werken.
Verschillende songs van Torun Eriksen zijn gearrangeerd voor kamerorkesten, bigbands en koren. Ze werkte samen met 'Jazzchor Freiburg', waarmee ze toerde in onder andere Japan en Korea. Verder heeft ze getoerd met de Duitse jazzgitarist Susan Weinert en vormde ze een duo met Julia Hülsmann.

## Discografie
- 2003 Glittercard (Jazzland Records)
- 2005 Prayers & Observations (Jazzland)
- 2010 Passage (Jazzland)
- 2010 Sanger Om Glede Og Fred (Jazzland), met Frøydis Grorud
- 2013 Visits (Jazzland), met David Wallumrød (keyboards), Audun Erlien (bass) en Ola Hultgren (drums)
- 2016 '"Grand White Silk'', (Jazzland)